# Vasile Smărăndescu
Vasile Smărăndescu (n. 11 octombrie 1932, Topana, județul Olt – d. 19 decembrie 2008, București) a fost un poet, prozator, publicist și economist român. A fost Membru al Uniunii Scriitorilor din România, membru fondator al Societății Române de Haiku și membru asociat al International Haiku Society din Tokyo.

## Biografie
Vasile Smărăndescu a absolvit facultatea de Economie Generală de la Academia de Studii Economice din București în 1956 și a obținut doctoratul în economie în 1976.
El și-a început activitatea literară ca membru al cenaclului literar „Nicolae Bălcescu” în timpul studiilor la Liceul Comercial din Pitești (1943-1951).
Vasile Smărăndescu a debutat publicând versuri în revista Tribuna (1976).
A colaborat la numeroase reviste literare: „Familia”, „Flacăra”, „Luceafărul”, „Scânteia tineretului”, „România literară”, „Săptămâna”, „Ramuri”, „Transilvania”, „Cronica”, „Urzica”, „Convorbiri literare”, „Vatra”, „Steaua”, „Orizont”, „Contemporanul”, „Scânteia”, „Viața românească”, „Magazin istoric”, „Eco”, „Viața Capitalei”, „Țara”, „Hercules”, „Cuget românesc”, „Tineretul liber”, „Evenimentul”, „Star”, „Haiku”, „Orion”, „Albatros”, „Orfeu”, „Mainichi Daily News” (Japonia), „Apokalipsa” (Slovenia) și altele.
A publicat „Lirică turcă” (traduceri în colaborare cu Zoe Pavel) în revistele „Familia”, „Orizont”, „Luceafărul”, „Cronica”, „Tribuna”, „România literară”.

## Poezie
- Interogația adevărului, 1981, debut editorial
- Discurs despre judecata cea dreaptă, 1982
- Exclamația muritorului, 1984
- Cimitirul ploilor, 1985
- Pasagerul de seară, 1987
- Carte însingurată, 1991
- Secunda fără sfârșit, 1996, haiku
- Între lumină și umbră, 1998, tanka
- Drojeneala, 1998, poem dialectal umoristic
- Vreme de-o clipă, 1999, haiku și senryu
- Luna ca o iscoadă, 1999, tanka
- Ecoul clipei, 2000, haiku și senryu
- Cerul cu tot albastrul, 2000, tanka
- Pasagerul de seară, 2001, antologie de autor, ediție revizuită și completată

## Istorie literară
- Eminescu pe pământ românesc și în durată eternă, 1989, în colaborare cu Victor Crăciun
- Drumuri eminesciene prin țara de glorii, țara de dor, 1989, în colaborare cu Victor Crăciun

## Publicistică
- Așezări pentru toate veacurile, 1987, sub pseudonimul Vasile Topana, în colaborare cu Gheorghe David
- Recurs la memorie, 2000

## Schițe, nuvele, povestiri
- Caietul din sala de așteptare, 2005

## Antologii
- Haiku World, 1996, An International Poetry Almanac, William I. Higginson, Kodansha International, Tokyo-New-York-London
- Antologia internațională Basho, 1998, Editura Muzeului Memorial Basho, Japonia
- Noduri/Knots, Antologie de haiku din sud-estul Europei, 1999, Dimităr Anakiev și Jim Kacian, Editura Prijatelj, Tolmin, Slovenia
- O istorie a literaturii române, Volumul 5, 2000, Ion Rotaru, Editura Niculescu
- Istoria literaturii române de azi pe mâine, Volumul II, 2001, Marian Popa, Editura Luceafărul
- Fire Pearls, 2006, antologie americană de poeme tanka

## Radio și televiziune
- Muzică și poezie la sugestia dumneavoastră, 1989, scenariu radiofonic
- Protagonist în filmul „Bine ați venit la vot”, realizator Napoleon Helmis, 2000, Televiziunea Națională Antena 1

## Lucrări științifice
- Contribuții la promovarea metodelor statistico-matematice în activitatea cooperației de consum, 1972, în colaborare cu Ion Mihăilă
- Sistemul informațional-decizional integrat în conducerea comerțului interior, 1977

## Premii
- Premiul „Al. T. Stamatiad” acordat de Societatea Română de Haiku (1997)
- Premiul de excelență acordat de Haiku, revista de interferențe culturale româno-japoneze (1997)
- Diploma de cetățean de onoare al comunei Topana, județul Olt (1998)
- Premiul Societății Române de Haiku (2000)
- Diploma Societății de Haiku și a revistei Albatros din Constanța (2002)